# Orphaned Land
Orphaned Land (ang. „Osierocona Kraina”, symboliczna nazwa Izraela) – izraelski zespół metalowy.
Został założony w 1991 roku jako Resurrection (ang. wskrzeszenie, zmartwychwstanie), później przybrał swoją obecną nazwę. Jego muzykę określa się jako połączenie doom i death metalu oraz wpływów bliskowschodnich. Od płyty Mabool następuje wyraźna ewolucja zespołu w kierunku metalu progresywnego z zachowaniem elementów orientalnych. W styczniu 2014 grupę opuścił założyciel i główny kompozytor Yossi Sassi.

## Skład zespołu
Obecny skład zespołu

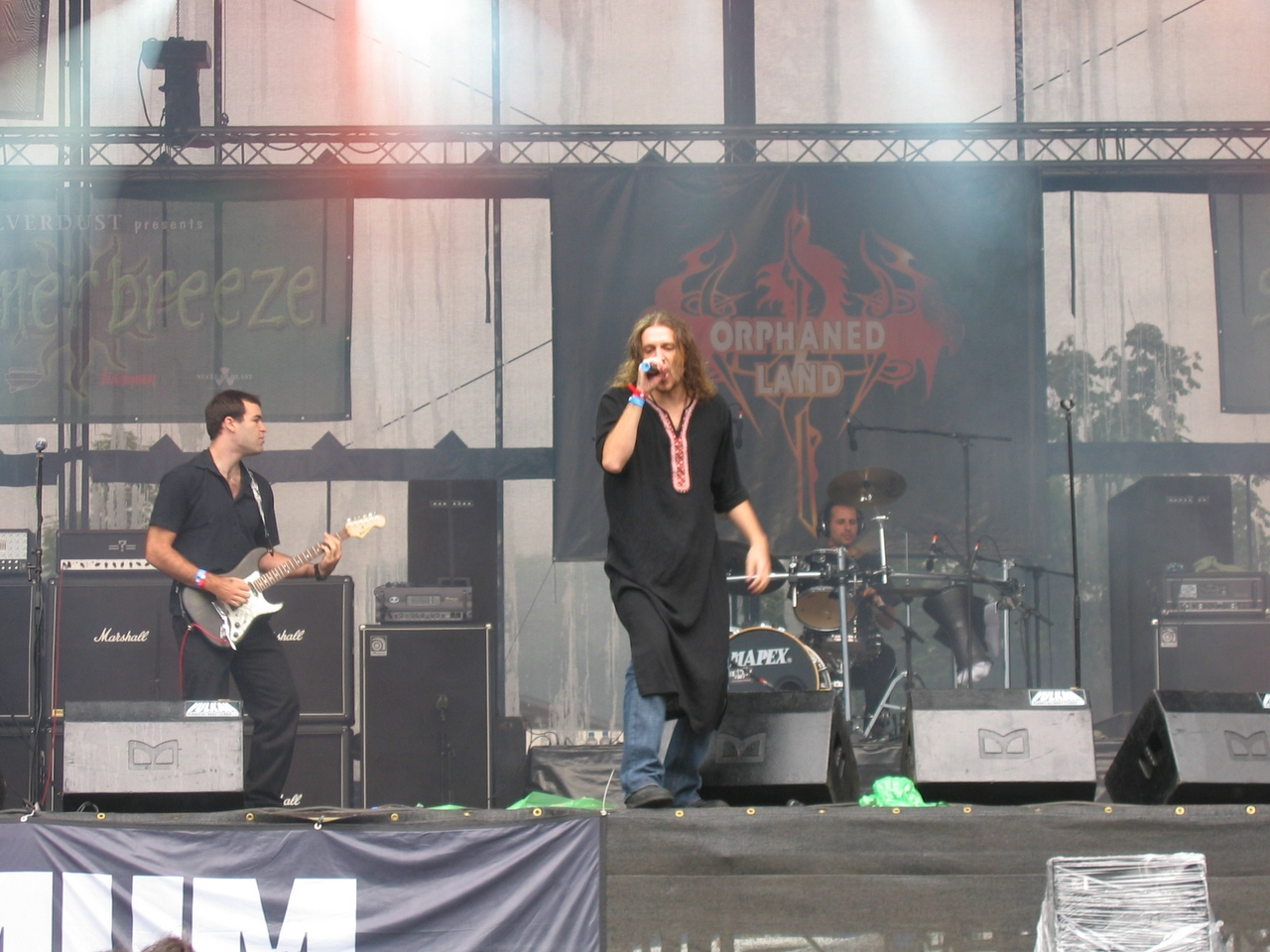
Orphaned Land (2005)

- Uri Zelcha - gitara basowa (od 2004)
- Kobi Farhi - wokal prowadzący, wokal wspierający (od 1991)
- Matan Shmuely - perkusja, instrumenty perkusyjne (od 2011)
- Idan Amsalem - gitara, buzuki (od 2014)
- Chen Balbus - gitara, buzuki, fortepian, ksylofon, wokal wspierający (od 2011)

Byli członkowie zespołu
- Sami Bachar - perkusja, instrumenty perkusyjne (1991-2000)
- Matti Svatizky - gitara (1991-2012)[5]
- Itzik Levy - fortepian, sampler, syntezator (1991-2000)
- Eran Asias - perkusja, instrumenty perkusyjne (2000-2004)
- Eden Rabin - instrumenty klawiszowe, wokal wspierający (2001-2005)
- Avi Diamond - perkusja (2004-2007)
- Miri Milman - wokal wspierający (2004)
- Shlomit Levi - wokal prowadzący, wokal wspierający (2004-2012)
- Tal Behar - gitara (2005)
- Matan Shmuely - perkusja (2007-2011)
- Chen Balbus - gitara, buzuki (2008-2012)
- Yossi Sassi - gitara, oud, saz, buzuki, pianino, wokal wspierający (1991-2014)[6]

## Dyskografia
Albumy
| 1994                           | Sahara - Data: 25 listopada 1994 - Wydawca: Holy Records                                              | –   | –  | –   | –  |
| 1996                           | El Norra Alila - Data: 18 lipca 1996 - Wydawca: Holy Records                                          | –   | –  | –   | –  |
| 2004                           | Mabool – The Story of the Three Sons of Seven - Data: 23 lutego 2004 - Wydawca: Century Media Records | –   | –  | –   | –  |
| 2010                           | The Never Ending Way of ORWarriOr - Data: 25 stycznia 2010 - Wydawca: Century Media Records           | 192 | 44 | –   | –  |
| 2013                           | All Is One - Data: 24 czerwca 2013 - Wydawca: Century Media Records                                   | –   | 32 | 189 | –  |
| 2016                           | Kna'an (oraz Amaseffer) - Data: 28 sierpnia 2016 - Wydawca: Century Media Records                     | –   | –  | –   | –  |
| 2018                           | Unsung Prophets & Dead Messiahs - Data: 26 stycznia 2018 - Wydawca: Century Media Records             | 133 | –  | 176 | 68 |
| „–” pozycja nie była notowana. | |     |    |     |    |

Inne
| Rok  | Tytuł                     | Uwagi             |
| ---- | ------------------------- | ----------------- |
| 1993 | The Beloved's Cry         | Demo              |
| 2004 | The Calm Before the Flood | EP                |
| 2005 | Sentenced / Orphaned Land | split z Sentenced |
| 2005 | Ararat                    | EP                |
| 2011 | The Road to OR-Shalem     | CD, DVD           |

## Teledyski
| Rok  | Tytuł            | Reżyseria/Realizacja     | Album                                         | Źródło |
| ---- | ---------------- | ------------------------ | --------------------------------------------- | ------ |
| 2004 | „Ocean Land”     | Yosi Arzi                | Mabool – The Story of the Three Sons of Seven | [ 12 ] |
| 2004 | „Norra El Norra” | Eli Klein                | Mabool – The Story of the Three Sons of Seven | [ 12 ] |
| 2010 | „Sapari”         | Shahar Hamo, Matan Cohen | The Never Ending Way of ORWarriOr             | [ 13 ] |
| 2013 | „Brother”        | Ami Bornstein            | All Is One                                    | [ 12 ] |
| 2013 | „All Is One”     | Shahar Hamo              | All Is One                                    | [ 12 ] |

## Nagrody i wyróżnienia
| Rok  | Kategoria          | Tytułem       | Nagroda                         | Nota | Źródło |
| ---- | ------------------ | ------------- | ------------------------------- | ---- | ------ |
| 2014 | Global Metal Award | Orphaned Land | Metal Hammer Golden Gods Awards | Laur | [ 14 ] |